# 숀 리 (보디빌더)
숀 리(Sean Lee, 본명: 이승환, 1979년 5월 29일 ~ )는 대한민국의 CEO, 스포츠 트레이너이다. 《다이어트 서바이벌 빅토리》 총감독을 하였으며, 《다이어트 워 2》에는 심사위원 및 디렉터로 출연하였다. 《다이어트 워 3》에도 출연하였다. 《숀리 다이어트》라는 책을 집필하기도 하였다. 숀리바디스쿨의 대표이며, USPTA 코리아 트레이너 총괄 디렉터이다.

## 수상 경력
- 2010년 SBS 연예대상 특별상
- 2009년 WBFF World Bodybuilding Championship 2위
- 2007년 Muscle Mania Canada Bodybuilding Championship 2위
- 2006년 USPTA Professional Private Trainer
- 2005년 FAME World Bodybuilding Championship TOP 5
- 2005년 FAME Advanced Fitness Model TOP 15
- 2004년 Muscle Mania Canada 1위